# آصف علي (سياسي)
آصف علي (11 مايو 1888 - 1 أبريل 1953) هو سياسي ودبلوماسي ومحامي هندي، وهو أول سفير هندي في الولايات المتحدة، كما عمل أيضًا محافظ أوديشا.

## روابط خارجية
- السيرة الشخصية لعساف علي